# Centro Dom Bosco
O Centro Dom Bosco (estabelecido juridicamente como Associação Centro Dom Bosco de Fé e Cultura) é uma organização católica leiga fundada em 17 de setembro de 2016, na cidade do Rio de Janeiro. Aderindo aos pressupostos do ultraconservadorismo católico, a associação é reconhecida pela defesa do tradicionalismo, rejeição, ora implícita, ora estridente, do Concílio Vaticano II, pela divulgação da missa tridentina e pelas várias controvérsias em que esteve envolvida. Apesar de denominar-se católico, o Centro não se encontra subordinado à hierarquia eclesiástica, estando, por vezes, em oposição direta àquela, defendendo o que alguns pesquisadores definem como "anticlericalismo endógeno". A organização, de acordo com o pesquisador Victor Almeida Gama, se posiciona com o objetivo de recuperar os movimentos de direita católica, como a TFP.
O grupo, cujo objetivo autodeclarado é a "recristianização" do Brasil, atua visando à formação de uma intelectualidade católica, instruindo lideranças que contribuiriam para a consolidação de um estado onde vigeria o reinado social de Cristo, isto é, uma organização política cujas leis e instituições estejam submetidas ao magistério da Igreja Católica. O Centro Dom Bosco oferece cursos gratuitos em sua plataforma do YouTube, tratando de temas caros à doutrina católica a partir de um viés pré-Concílio Vaticano II, bem como numa plataforma própria, cujo acesso pode ser obtido a partir de uma doação mensal de qualquer valor. Mais recentemente, a organização tem se dedicado também à produção de filmes, bem como à publicação de livros através de uma editora própria. Dada a sua influência nas plataformas virtuais, bem como uma ampla penetração em círculos clericais e leigos, o Centro Dom Bosco é reconhecido como um dos maiores polos do conservadorismo católico brasileiro.

## Atividades desenvolvidas
Fundado com o intuito autodeclarado de "formar uma nova geração de católicos capazes de renovar a Igreja e a Terra de Santa Cruz", sob o lema "rezar, estudar e defender a fé", o Centro Dom Bosco notabilizou-se pelo oferecimento de aulas e cursos em suas plataformas digitais, quer gratuitamente, através de seu canal do YouTube, quer mediante doação mensal de qualquer valor, na plataforma própria do grupo. O conteúdo das aulas está invariavelmente relacionado às práticas pastorais e doutrinárias anteriores ao Concílio Vaticano II, e incluem o ensino do latim, teologia e canto gregoriano, motivo pelo qual a organização é frequentemente classificada como parte do movimento tradicionalista.
Para além do conteúdo educativo, o Centro também se notabilizou pela publicação, em suas plataformas digitais, de vídeos em tom denunciativo, em que demonstram sua insatisfação perante atos do clero que entendem ser heréticos, sacrílegos ou, de outro modo, contrários à fé católica. Estes vídeos, não raro, atingem audiência significativa, provocando, de um lado, a defesa do clérigo objetos das "denúncias" e, por outro, reações favoráveis ao Centro, em concordância com as objeções apresentadas. Bispos e outros sacerdotes alvos destas campanhas incluem o frei franciscano Lorrane Clementino, Dom Orlando Brandes e a cúria da CNBB.
O Centro Dom Bosco tem, do mesmo modo, profícua atuação no campo editorial, que remonta aos primeiros anos de sua fundação. Em 2018, tornaram-se conhecidos por serem os editores do jornal O Universitário, controverso periódico de cunho conservador, distribuído na porta de universidades do Rio de Janeiro. Em certa ocasião, um grupo de alunos da PUC-Rio chegou a agredir os responsáveis pela entrega do periódico, afirmando que o conteúdo nele veiculado era "transfóbico" e "fascista". As imagens do confronto tiveram ampla repercussão nas mídias sociais, e os agredidos ingressaram com ações de caráter cível e criminal contra discentes e professores da universidade. O Centro, cuja atividade editorial é autorreferenciada como sua "principal frente contrarrevolucionária", notabilizou-se, também, pela publicação de títulos católicos clássicos, traduzidos diretamente de sua língua original, bem como obras relacionadas a estratégias de guerra cultural de autores pouco conhecidos, tais "As Infiltrações Maçônicas na Igreja", "Como atuar na Guerra Contrarrevolucionária" e "Maçonaria Inimiga da Igreja". Em 2022, o Centro contava com 40 títulos publicados.

## Posições

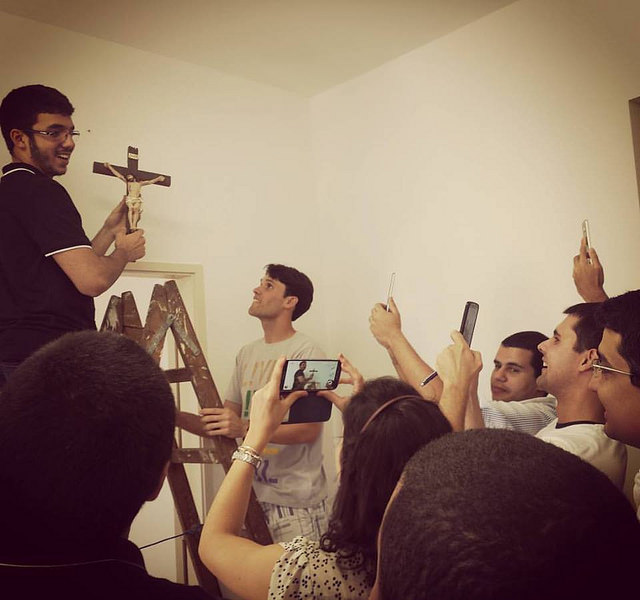
Fundada por um grupo de universitários católicos em 2016, o Centro Dom Bosco logo tornou-se uma organização influente entre os círculos católicos conservadores. Na imagem, ato de fundação do Centro Dom Bosco.

O Centro Dom Bosco afirma aderir ao magistério tradicional da fé católica, e, embora não se considerem sedevacantistas, costumam tecer críticas ao Concílio Vaticano II, e à alegada infiltração da hierarquia eclesial pela "extrema esquerda revolucionária". São recorrentes em seus canais de mídia, ademais, as manifestações de apoio à missa tridentina, a qual referem como "missa de sempre", em detrimento da forma ordinária da missa estabelecida pelo Papa Paulo VI. O grupo também exibe um discurso profundamente anticomunista, afirmando opor-se à ala progressista de cunho marxista que se instalou na Igreja, representada por padres adeptos da teologia da libertação.
A organização mostra-se, ainda, diametralmente oposta a qualquer forma de aborto voluntário, mesmo aqueles autorizados pela legislação brasileira, utilizando-se, não raro, de pressão sobre representantes eleitos para defesa de seus interesses quanto a este tópico. Em consonância com a doutrina católica, afirmam opor-se à maçonaria, tendo dedicado uma série de cinco vídeos críticos à organização em seu canal do YouTube. Outros tópicos aos quais a organização se opõe incluem o Estado laico, o protestantismo, a esquerda, o marxismo, o socialismo, o globalismo, o feminismo e a chamada "teoria de gênero".
Pesquisadores afirmam haver profunda influência do pensamento de Olavo de Carvalho sobre o modus operandi do Centro, dentre os quais Carlos Nougué, que chegou a integrar as fileiras da organização em seus anos iniciais. A conexão do grupo ao chamado olavismo poderia ser verificada não só pela adesão ao conceito de guerra cultural, mas também pela rede de relações do Centro com personagens próximos a Olavo, tais como Bernardo Küster e Ítalo Marsili. Seja como for, o grupo nunca se manifestou sobre se, ou em que grau, o pensamento daquele filósofo serve/serviu de base teórica para suas ações.

## Liga Cristo Rei

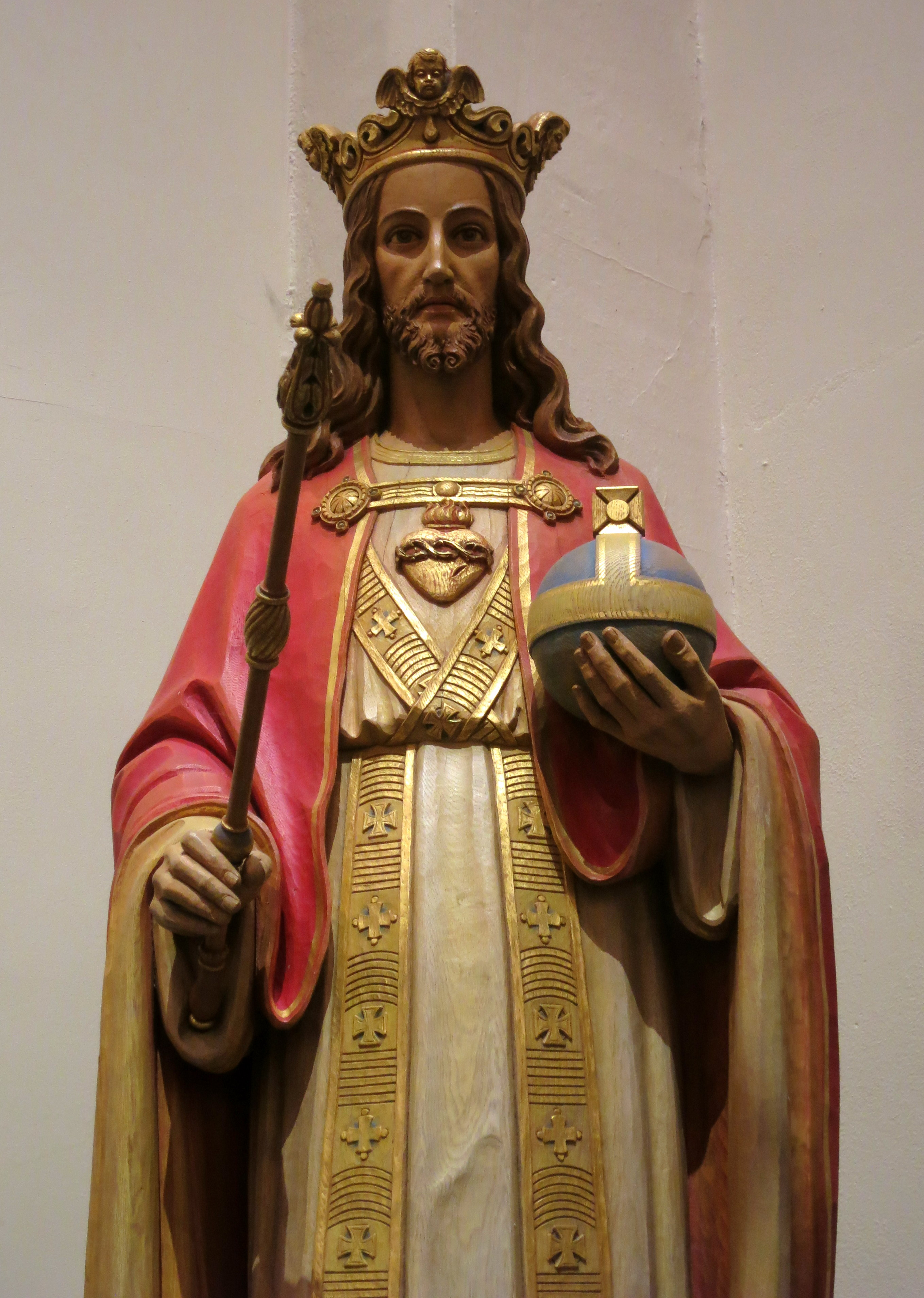
Imagem devocional de Cristo Rei venerada na Catedral da Imaculada Conceição, em Peoria, Illinois. O grito cristeiro "Que viva Cristo Rei" é apontado como slogan do Centro Dom Bosco e nomeia a liga de centros leigos católicos encabeçada pelo grupo.

Para além do oferecimento de cursos relativos à fé católica, publicação editorial e produção audiovisual, o Centro Dom Bosco ocupa-se, também, da propagação de seu modelo organizacional, fornecendo subsídios para os interessados em abrir centros católicos leigos para a formação de lideranças. Já em 2016, após ter tido sucesso em intermediar a abertura de centros em um bom número de capitais, o grupo organizou a Liga Cristo Rei, congregando os centros recém-fundados para o auxílio e capacitação mútuos, idealizando, ainda, fóruns periódicos, para o intercâmbio de ideias.
O primeiro fórum da Liga Cristo Rei ocorreu em 2017, congregando os grupos afiliados nacionalmente. Os encontros logo tornaram-se ponto focal de um significativo número de influenciadores da direita católica, tais como Ernesto Araújo, Dom Bertrand e o cardeal Athanasius Schneider, sacerdote crítico do pontificado do Papa Francisco. Com o aumento no número de centros católicos associados, houve a criação de fóruns regionais e estaduais, os quais reúnem-se com periodicidade anual.
Os centros afiliados à Liga Cristo Rei preservam, não raro, o tom combativo de guerra cultural exibido pelo Centro Dom Bosco, organizando-se em militância, virtual ou por outros meios, contra as ações que julgam contrárias à fé católica ou aos valores cristãos. Recentemente, membros integrantes do Centro Dom Vital, grupo baseado em Recife e afiliado à Liga, veicularam mídias em ônibus e vídeos compartilhados pelas redes sociais atacando a edição de 2025 da Campanha da Fraternidade, instruindo os fiéis a não doarem à coleta nacional, dando preferência, em vez disso, às práticas quaresmais de jejum, oração e esmola. A ação, interpretada por muitos como ataques diretos à pessoa de Dom Paulo Jackson Nóbrega de Sousa, arcebispo de Olinda e Recife, foi repudiada pela Regional Nordeste II da Conferência Nacional dos Bispos do Brasil, que classificou o grupo como sendo guiado por ideólogos "rasos, agressivos, incoerentes e ultraconservadores". O ato também mereceu voto de repúdio na Câmara de Vereadores do Recife e na Assembleia Legislativa do Estado de Pernambuco.

## Controvérsias
O Centro tornou-se nacionalmente conhecido a partir de 2018, quando, através do ingresso com ação judicial, intentou impedir o grupo Católicas pelo Direito de Decidir de autodenominar-se "católico", alegando que a defesa pela legalização do aborto no Brasil por esta organização era contrária à doutrina da fé a qual ela dizia pertencer. O grupo conseguiu uma liminar favorável em primeira instância, a qual foi posteriormente reformada em grau recursal.
O grupo também se notabilizou por tentar proibir, em 2018, a reprodução de esquetes de humor do grupo Porta dos Fundos, sob o argumento de que esta produtora estava a "achincalhar com a fé católica". Em 2019, o grupo ingressou novamente em juízo, pleiteando, desta vez, a remoção do especial de Natal da produtora Porta dos Fundos, o qual representava Jesus Cristo de modo colidente com a imagética católica. A tentativa de remoção ganhou destaque na imprensa, conseguindo parecer favorável em primeira instância, o que rendeu a retirada do especial do catálogo da Netflix. A organização chegou a ser multada em R$ 10.000,00 por litigância de má-fé, pois a pretensão, de acordo com o judiciário, era notoriamente contrária à Constituição brasileira, que proíbe a censura de manifestações culturais e artísticas.
Em 2022, o grupo manifestou seu apoio ao então presidente Jair Bolsonaro, classificando-o, à época, como "mal menor, [que] um fiel católico jamais deveria considerar como um bem". Em defesa do candidato, o Centro Dom Bosco organizou em 12 de outubro daquele ano, dia alusivo a Nossa Senhora Aparecida, um rosário público contra o comunismo na frente da Basílica Velha de Aparecida, ato do qual o presidente Bolsonaro afirmou que participaria. O rosário, no entanto, não chegou a se concretizar, impedido pelo pároco da Basílica Velha que, ao momento de sua recitação, fez tocar os sinos da Igreja por aproximadamente uma hora, e o então presidente não chegou a comparecer, embora tenha estado na cidade de Aparecida no momento estabelecido para o ato religioso. Posteriormente, em missa no Santuário Nacional de Aparecida, o sacerdote responsável pela interrupção, sem citar o episódio ou referir-se ao Centro Dom Bosco, criticou aqueles que instrumentalizam a religião com fins políticos, afirmando que "o dia da padroeira não é dia de pedir votos, é dia de pedir bênçãos".
A recitação pública do rosário em defesa de pautas caras ao Centro, deve-se dizer, é prática recorrente, e os tem colocado, por vezes, em oposição à hierarquia católica. Em 2017, o grupo organizou um rosário em reparação à missa em rito afro, tradicionalmente celebrada na Igreja do Sagrado Coração de Jesus por ocasião do Dia da Consciência Negra, alegando que a celebração seria sacrílega, pois contrárias às rubricas em vigor para o Rito Romano da Igreja Católica. O rosário, recitado no interior na igreja em voz alta durante a missa, causou furor entre alguns fiéis presentes, e a polícia foi acionada para conter o tumulto, resultando no indiciamento de cinco pessoas ligadas ao centro por intolerância religiosa. No ano posterior, a missa em rito afro foi desautorizada pelo arcebispo do Rio de Janeiro, após pedido do Centro, não tendo sido celebrada desde então.

### Oposição à Campanha da Fraternidade

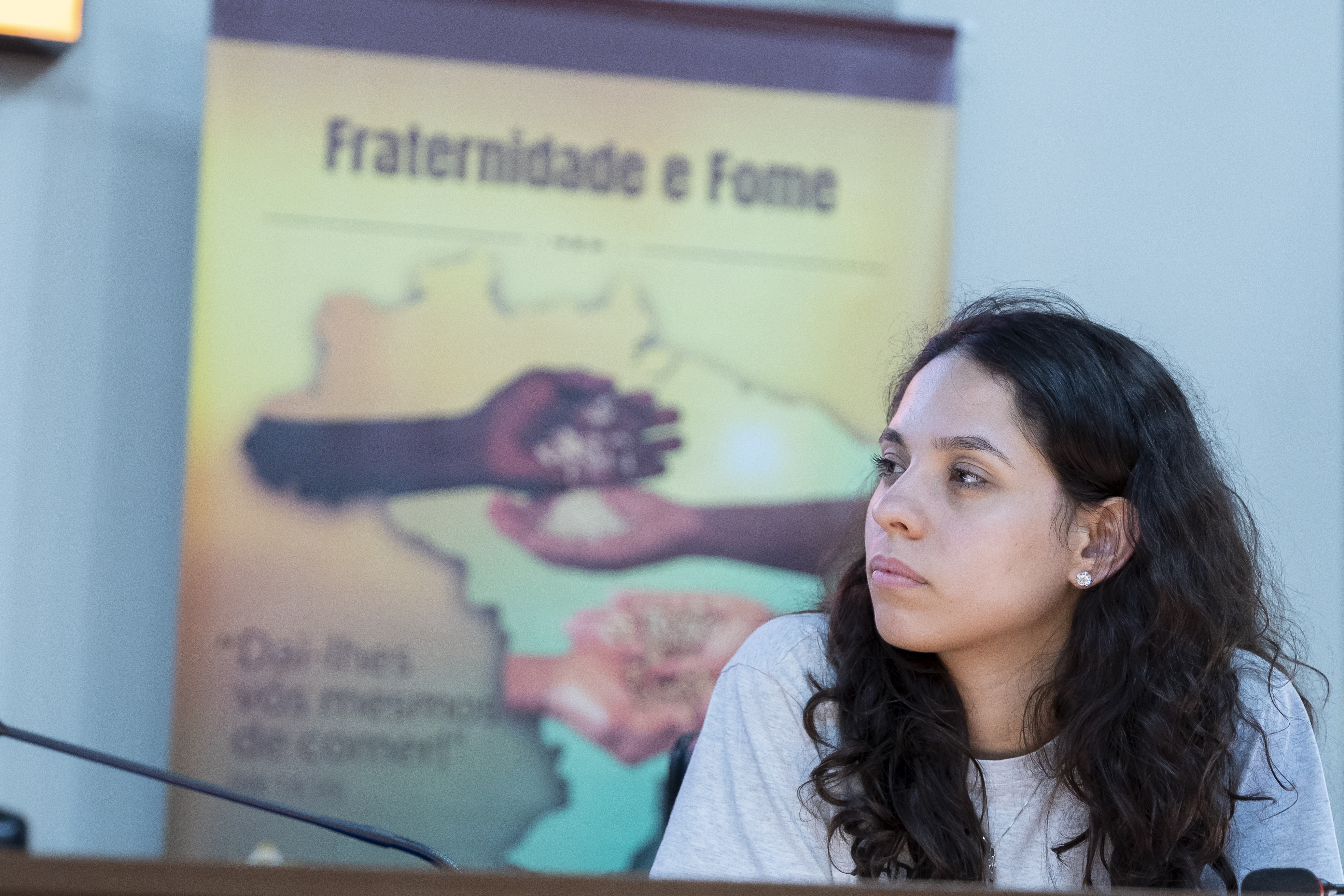
O Centro Dom Bosco tem manifestado oposição sistemática aos temas escolhidos para a Campanha da Fraternidade, notadamente às edições de 2021 e 2023. Na imagem, foto da Sessão Solene da Assembleia Legislativa do Paraná, tendo, em primeiro plano, a deputada Ana Júlia Ribeiro e, em segundo, o cartaz oficial da Campanha da Fraternidade de 2023.

Desde a sua fundação, o Centro Dom Bosco tem demonstrado seu descontentamento com os temas propostos para a Campanha da Fraternidade, argumentando que a linguagem utilizada nos textos-base das campanhas anuais seria contrária à doutrina católica, incentivando os fiéis a não doarem para a Coleta Nacional da Fraternidade e a darem ênfase ao jejum, oração e esmola no tempo quaresmal.
Em 2021, ano em que a Conferência Nacional dos Bispos do Brasil projetou a Campanha da Fraternidade Ecumênica, o grupo realizou ações em suas mídias digitais criticando a alegada defesa, pelos documentos da campanha, da ideologia de gênero, bem como o envolvimento de grupos protestantes, que o grupo classificou de "heréticos". Nesta ocasião, o pedido de boicote à Campanha da Fraternidade chegou a receber apoio de diversos integrantes do clero católico, e pelo menos dois bispos orientaram os sacerdotes sob sua jurisdição a não participar do evento.
Dois anos mais tarde, em 2023, o grupo manifestou, mais uma vez, sua oposição ao tema escolhido, vendo nele críticas ocultas ao então governo de Jair Bolsonaro, admoestando a CNBB, à oportunidade, a não defender pautas caras aos governos comunistas, ou a ajudar na eleição destes candidatos. O boicote da daquele ano, não obstante tenha encontrado eco entre muitos influencers digitais católicos, não encontrou ressonância no clero, que, em grande parte, celebrou o tema proposto pela CNBB.

## Membros e ex-membros ilustres
- Chris Tonietto: deputada estadual do Rio de Janeiro.[10]
- Márcio Gualberto: deputado estadual do Rio de Janeiro.[13]
- Carlos Nougué: filósofo e escritor.[25]
- Cássia Kis: atriz.[56]
- Bernardo Küster: youtuber e influencer católico.[57]